# MILKI
MILKI (Russisch:МИЛКИ), (Wit-Russisch: МIЛКI) is een Wit-Russische meidengroep, die door Alexander Rybak in het najaar van 2014 gevormd werd. De naam betekent letterlijk schatjes in het Wit-Russisch. MILKI nam deel aan de Wit-Russische voorselectie van het Eurovisiesongfestival met het door Rybak gecomponeerde Accent.

## Achtergrond
MILKI werd in oktober 2014 gevormd na een auditiereeks in Wit-Rusland, in Grodno, Brest, Mogilev en Minsk. De vrouwen die auditie deden moesten minstens achttien jaar oud zijn en de Wit-Russische nationaliteit hebben. Daarbij moesten ze een twee liedjes leveren, waarvan er minstins een in het genre folk moest zijn.
De leden van de groep komen uit verschillende delen van Wit-Rusland. Rai en Stakhovskaja komen uit Minsk, Poetnikova uit Gorka, Serikova uit Homel en Nazarko komt uit Grodno.

## Eurovisiesongfestival
De groep had een liedje ingezonden voor de Wit-Russische voorselectie Eurofest-2015. Het liedje heet Accent en de muziek is geschreven door Alexander Rybak en de teksten door Rybak en Y. Rakitin, die de Wit-Russische gedeelten schreef.
Op 5 december 2014 werd bekend dat de groep door is naar de nationale finale, die op 26 december 2014 plaatsvond. Uiteindelijk werd de groep vierde.